# Endocnidozoa
Classe
Sous-classes de rang inférieur
- Myxozoa
- Polypodiozoa

Les Endocnidozoaires (Endocnidozoa) sont une proposition de clade regroupant des parasites cnidaires endocytiques. Faute de compréhension de la position exacte des myxozoaires, l'existence de ce clade est encore hypothétique[Quand ?].

## Liste des classes
- classe Myxozoa
- classe Polypodiozoa